# San Mauro Pascoli
San Mauro Pascoli – miejscowość i gmina we Włoszech, w regionie Emilia-Romania, w prowincji Forlì-Cesena.
Według danych na rok 2004 gminę zamieszkiwało 9436 osób, 555,1 os./km².

## Miasta partnerskie
- Kluż-Napoka
- Moena
- Naumburg
- Pińsk
- Teggiano